# Supercoppa degli Emirati Arabi Uniti 1993
La UAE Super Cup 1993  si è disputata l'8 ottobre 1993 allo Al-Nahyan Stadium di Abu Dhabi. La sfida ha visto contrapposte l'Al-Ain, vincitore della UAE Premier Division 1992-1993, e l'Al-Shaab, detentore della Coppa del Presidente degli Emirati Arabi Uniti 1992-1993.
A conquistare il titolo è stato l'Al-Shaab che ha vinto per 2-0 la sfida con l'Al-Ain

## Tabellino
| Abu Dhabi 8 ottobre 1993, ore 20:00 | Al-Ain                       | 0 – 2 | Al-Shaab | Al-Nahyan Stadium (11.000 circa spett.)\| Arbitro: \| Ali Hamad Al badwawi (Dubai) \| |
| Arbitro:                            | Ali Hamad Al badwawi (Dubai) |       |          |                                                                                       |

## Squadra vincitrice
| Vincitore della 1993 UAE Super Cup |
| ---------------------------------- |
| Al-Shaab (1º titolo)               |